# Isabelle Müller
Isabelle Müller (nhũ danh Isabelle Gaucher), sinh ngày 25 tháng 5 năm 1964 tại thành phố Tours, Pháp, là một nữ nhà văn, họa sĩ minh họa, tác giả chuyên mục (columnist) và là nhà hoạt động xã hội người Pháp gốc Việt.
Bà được biết đến rộng rãi qua các chương trình phát thanh và truyền hình tại Đức, cũng như những đóng góp quan trọng trong lĩnh vực bảo vệ quyền lợi của nạn nhân lạm dụng tình dục. Năm 2012, bà đã được Tổng thống Liên bang Đức, Joachim Gauck, vinh danh vì những nỗ lực và đóng góp quan trọng trong cuộc chiến chống lạm dụng tình dục. Kể từ khi xuất bản cuốn tự truyện "Phönix Tochter – Die Hoffnung war mein Weg" (Con gái của chim Phượng hoàng – Hy vọng là con đường của tôi), bà đã thực hiện hơn 150 buổi diễn thuyết trên khắp nước Đức, tham gia nhiều cuộc thảo luận nhóm và xuất hiện trên các chương trình truyền hình như Landesschau  và Menschen der Woche (Gương mặt của tuần) cùng Frank Elstner. Từ năm 2009, bà đã khởi xướng một chuỗi chương trình đọc sách trên toàn nước Đức, đồng thời tổ chức các cuộc thảo luận nhóm về chủ đề "Lạm dụng tình dục". Bà tích cực tham gia đối thoại với các đại diện cấp cao từ nhiều lĩnh vực như chính trị, tư pháp, y tế để bảo vệ quyền lợi của những người bị ảnh hưởng bởi nạn lạm dụng tình dục cũng như góp phần nâng cao nhận thức về các vấn đề xã hội. Cuốn tự truyện của bà không chỉ mang giá trị văn học mà còn truyền cảm hứng giúp nhiều người vượt qua nghịch cảnh và tìm thấy hy vọng.
Bà được vinh danh tại Giải thưởng toàn quốc về thông tin đối ngoại lần thứ X, ghi nhận những đóng góp của bà trong việc lan tỏa hình ảnh đất nước, văn hóa, con người Việt Nam ra thế giới.
Các hoạt động của Isabelle Müller, bao gồm Quỹ Loan, một tổ chức từ thiện hỗ trợ trẻ em nghèo tại Việt Nam, đặc biệt là trẻ em dân tộc thiểu số, đã nhận được sự ghi nhận rộng rãi từ cộng đồng người Việt tại Đức và quốc tế, khẳng định cam kết của bà trong việc hỗ trợ và cải thiện cuộc sống của những người kém may mắn, đặc biệt là trẻ em tại Việt Nam.
Isabelle Müller là thành viên của hội đồng giám tuyển thuộc Quỹ cho Khu vực – Ngân hàng Sparkasse Pforzheim Calw (Stiftung für die Region - Sparkasse Pforzheim Calw) Mit Herz + Hand - aus Liebe zur Heimat und zur Region, một quỹ hỗ trợ các dự án trong lĩnh vực giáo dục, văn hóa và xã hội tại khu vực Pforzheim và Calw. Năm 2024, bà tham gia một dự án nghệ thuật tại thành phố Đà Nẵng cùng trẻ em mồ côi tại một cơ sở nuôi dưỡng, trong đó các em gấp hạc giấy để đưa vào triển lãm nghệ thuật cộng đồng Wunschlichter (“Những ngọn đèn ước nguyện”).  Dự án này quy tụ 1000 hạc giấy bằng giấy trắng chống thấm nước, được trưng bày trong sắp đặt nghệ thuật tại các thành phố Calw, Mühlacker, Nagold và Pforzheim, nhằm truyền tải thông điệp về hòa bình và sự gắn kết cộng đồng.

## Tiểu sử

### Thời thơ ấu
Isabelle Müller là con út trong một gia đình có năm người con, lớn lên trong hoàn cảnh khó khăn tại một ngôi làng nhỏ ở Pháp. Mẹ của bà là bà Đậu Thị Cúc (tự là Loan), một phụ nữ Việt Nam, còn cha bà là người Pháp. Sự kết hợp giữa hai nền văn hóa Pháp và Việt đã có ảnh hưởng sâu sắc đến cuộc đời và sự nghiệp của bà.
Thời thơ ấu của bà gắn liền với sự thiếu thốn về vật chất. Nhiều vật dụng cá nhân, kể cả quần áo, thường được lấy từ những nơi công cộng như bãi rác. Mẹ bà, một người phụ nữ chịu nhiều kỳ thị từ xã hội, đã làm việc không ngừng nghỉ để nuôi sống gia đình. Cha bà, một cựu quân nhân thất nghiệp, áp dụng phương pháp giáo dục nghiêm khắc và kỷ luật hà khắc đối với các con.
Bi kịch lớn trong cuộc đời của bà bắt đầu khi bà lên 8 tuổi, khi bà trở thành nạn nhân của lạm dụng tình dục bởi chính người cha ruột.  Chuỗi ngày đen tối này kéo dài đến năm bà 17 tuổi, để lại những tổn thương sâu sắc trong tâm hồn bà. Trong khoảng thời gian đó, bà đã hai lần cố gắng tìm đến cái chết để thoát khỏi sự đau khổ. Tuy nhiên, sự thất bại của lần thứ hai đã trở thành bước ngoặt, khiến bà tin rằng đó là sự dẫn dắt của định mệnh, giúp bà tìm thấy sức mạnh để vượt qua những đau đớn đã chịu đựng suốt nhiều năm.

### Sự nghiệp
Sau khi tốt nghiệp trung học, Isabelle Müller theo học ngành ngôn ngữ Đức, Anh và Nga tại Đại học François Rabelais University of Tours và Trung tâm d'Études Pratiques de Langues Vivantes. Năm 1985, bà chuyển đến Đức sinh sống và làm việc với tư cách là thông dịch viên và phiên dịch viên. Năm 1987 bà sống tại Kazakhstan. Từ 1990 tới 1997, bà tự kinh doanh với tư cách là một nhà kinh doanh nghệ thuật. Cùng với mẹ, bà đã thực hiện nhiều chuyến đi đến Đông Nam Á vào những năm 1990 để tìm hiểu về cội nguồn Việt Nam của mình.
Bên cạnh công việc biên phiên dịch, Isabelle Müller còn được biết đến là nhà văn, tác giả chuyên mục (columnist) và họa sĩ minh họa.
Hoạt động xuất bản sách là một phần trong dự án của quỹ LOAN do bà Isabelle Müller sáng lập nhằm bày tỏ lòng tri ân đối với người mẹ và nguồn gốc Việt Nam của mình. Toàn bộ tiền bản quyền từ sách được bà quyên góp cho quỹ LOAN, nhằm hỗ trợ trẻ em nghèo tại Việt Nam có cuộc sống tốt đẹp hơn. Với những đóng góp tích cực này, quỹ Loan đã được trao tặng giải thưởng Hành động vì cộng đồng – Human Act Prize 2023, do báo Nhân Dân tổ chức.
Hiện tại, Isabelle Müller sống tại Đức cùng chồng và hai con gái.

## Giải thưởng
- 2015: Cuốn tiểu sử "„Loan – Aus dem Leben eines Phönix (Loan - From the Life of a Phoenix) lọt vào Top 5 của Giải thưởng Người kể chuyện Amazon Kindle Storyteller Award 2015 từ khoảng 1000 bài dự thi và trở thành sách bán chạy trên Amazon khoảng hai năm [31][32]
- 2023: Cuốn sách "Vom Glück des Zuhörens" được trao tặng con dấu "Spiegel-Bestseller" (sách bán chạy nhất của Spiegel) [33]
- Dự án Quỹ Loan được vinh danh tại hạng mục "Dự án truyền cảm hứng" của giải thưởng Human Act Prize[34]  trong khuôn khổ chương trình Hành động vì Cộng đồng 2023. Đây là một dự án cộng đồng uy tín, được đánh giá cao nhờ những đóng góp thiết thực, mang lại hiệu quả lâu dài và bền vững cho cộng đồng.
- Tác phẩm 'Loan - Từ cuộc đời của một con chim phượng hoàng' được trao giải Ba tại Giải thưởng toàn quốc về Thông tin đối ngoại lần thứ X nhờ cách kết hợp hài hòa giữa văn hóa Việt Nam và phương Tây, mang đến những góc nhìn mới mẻ và sâu sắc cho độc giả.
- Những đóng góp của bà và Quỹ Loan đã được ghi nhận thông qua Giải thưởng Vừ A Dính, do Trung ương Đoàn Thanh niên Cộng sản Hồ Chí Minh trao tặng, nhằm vinh danh những cá nhân và tổ chức có thành tích xuất sắc trong việc thúc đẩy sự phát triển dân tộc, miền núi và vùng biển đảo. Quỹ Loan Stiftung đã triển khai tổng cộng 49 dự án tại Việt Nam, trong đó có 6 dự án hợp tác trực tiếp với Quỹ học bổng Vừ A Dính. Các dự án này tập trung vào việc cung cấp học bổng, cải thiện điều kiện học tập và hỗ trợ phát triển cộng đồng tại các vùng sâu, vùng xa.

## Tác phẩm

### Bài viết chuyên mục column
- "Was hat mich getrieben", Luxury Hotels & Resorts, 1/2016, Scholl Media Group
- "Der Fluss", PureSoul - Das Soulstyle-Magazin, 4/2013
- "On a Spiritual Journey with ... Isabelle Müller", Luxury Lifestyle, 01/2023
- "On a Spiritual Journey with ... Isabelle Müller", PureSoul - Das Soulstyle-Magazin, 02/2012
- "On a Spiritual Journey with ... Isabelle Müller", Luxury Lifestyle, 02/2012
- "Spirit", Luxury Lifestyle, 01/2012
- " A spiritual Journey ", PureSoul - Das Soulstyle-Magazin, 01/2012
- "On a Spiritual Journey with ... Isabelle Müller", Luxury Lifestyle, 03/2011
- "On a Spiritual Journey with ... Isabelle Müller", Luxury Lifestyle, 08/2010
- "Der Stil von... Isabelle Müller", Traveller – Discover the Paradise, 08/2010

### Sách
- 1999: Hip Hop im Land von Ellsaby (Nhà xuất bản Verlag Krone), ISBN: 978-3933241344
- 1999: Mandala Träumereien (Nhà xuất bản Verlag Krone), ISBN: 978-3933241269
- 2000: Abracadabrei. Bunter Kinderspaß (Nhà xuất bản Verlag Krone), ISBN: 978-3933241115
- 2003: Zahlen-Hexerei (Nhà xuất bản Verlag Krone), ISBN: 978-3933241603
- 2003: Wenn Papa angeln geht, macht Mama Fischstäbchen... Lustiges aus Kindermund (Nhà xuất bản Verlag Krone), ISBN: 978-3933241641
- 2005: Optische Täuschungen (Nhà xuất bản Verlag Krone), ISBN: 978-3937485072
- 2005: Kindermund II (Nhà xuất bản Verlag Krone), ISBN: 978-3937485195
- 2009: Phönixtochter – Die Hoffnung war mein Weg (Nhà xuất bản S. Fischer Krüger Verlag, tái bản 2011, (Self-Publisher, E-Book, Kindle Edition bởi Amazon 2015), ISBN: 3000510184
- 2015: Loan - Aus dem Leben eines Phönix (Self-Publisher, E-Book, Kindle Edition, Audible bới Amazon), ISBN: 3000502181
- 2018: Loan - Từ Cuộc Đời Của Một Con Chim Phượng Hoàng (Nhà xuất bản Trẻ, tái bản lần 4, 2019), Nhà xuất bảnTổng hợp TP.HCM, tái bản 2023
- 2022: CON GÁI CỦA CHIM PHƯỢNG HOÀNG - Hy vọng là con đường của tôi, Nhà xuất bản Tổng hợp TP.HCM
- 2022: Hip Hop im Land von Ellsaby (Die Abenteuer vom kleinen Floh Hip Hop - Hip hop ở xứ sở của Ellsaby (Nhà xuất bản Tổng hợp TP.HCM), ISBN: 978-3982259857
- 2023: Hip Hop und der Goldene Wald - Hip Hop and the Golden Forest - Hip Hop và khu rừng vàng, tiếng đức, tiếng anh, tiếng việt, Nhà xuất bảnTổng hợp TP.HCM, ISBN: 978-3982259895
- 2023: Vom Glück des Zuhörens: Wie uns gute Beziehungen stark machen, đồng tác giả: Bác sĩ Lisa Federle, Nhà xuất bản Knaur, ISBN: 9783426446379
- 2024: Chỉ cách người một nhịp đập con tim (Nhà xuất bản Tổng hợp TPHCM)
- 2024: Hip Hop und die Gesangsmeisterin - Hip Hop and the Master Singer - Hip Hop và Ca sĩ Bậc thầy, Nhà xuất bản Tổng hợp TP.HCM, ISBN:978-3910635029

### Các tổ chức ở Đức
Die Berliner Literaturkritik đã phân tích và đánh giá tác phẩm "Phönix Tochter" trên hãng thông tấn lớn nhất ở Đức Deutsche Presse-Agentur là một câu chuyện vượt qua số phận. "Phönix Tochter" đã nhận được sự quan tâm lớn từ độc giả và giới phê bình. Cuốn sách được đánh giá cao nhờ giọng văn chân thật và đôi khi mang tính trẻ con, điều đó đã khắc họa rõ nét nỗi đau và sự kinh hoàng mà bà phải trải qua, đồng thời truyền cảm hứng cho nhiều người đang phải đối mặt với những tổn thương tương tự. Bà miêu tả cha mình là một người yếu đuối, độc tài và tàn nhẫn, trong khi mẹ bà, bà Loan, là một người phụ nữ mạnh mẽ, luôn nỗ lực vượt qua nghịch cảnh. Mặc dù mẹ bà không thể bảo vệ bà khỏi sự lạm dụng, Müller vẫn dành cho mẹ sự kính trọng và yêu thương sâu sắc. Cuốn sách không chỉ là câu chuyện về sự lạm dụng mà còn là hành trình tự giải thoát và tìm lại chính mình của Müller. Bà đã vượt qua những năm tháng đen tối, học cách đối mặt với quá khứ, và cuối cùng tìm thấy sức mạnh để viết nên câu chuyện của mình.
Nhà văn Isabelle Müller và cuốn tự truyện "Phönix Tochter" đã nhận được sự đón nhận nồng nhiệt từ độc giả và các chuyên gia trong lĩnh vực văn học. Sau những buổi đọc sách và tham gia các hội thảo, tác phẩm đã để lại ấn tượng sâu sắc trong lòng người đọc. Ellen Benz, Weil am Rhein đã đánh giá cuốn tự truyện "Phönix Tochter" là một cuốn sách thực sự truyền lòng can đảm. Susanne Deß, Giám đốc Volkshochschule Trung tâm giáo dục Esslingen, cũng chia sẻ rằng "Phönix Tochter" là một câu chuyện "rất cảm động với một thông điệp tích cực". Petra Schultz, nhân viên thư viện Plochingen, cũng bày tỏ sự xúc động khi đọc cuốn sách: "Đó là một cuốn sách rất xúc động" . Những phản hồi này không chỉ khẳng định thành công của Isabelle Müller trong việc kể lại câu chuyện cuộc đời mình mà còn cho thấy sự đồng cảm và ủng hộ từ phía độc giả. Bà đã để lại dấu ấn sâu sắc khi xuất hiện trong chương trình truyền hình Menschen der Woche (Gương mặt của tuần) cùng Frank Elstner,  nơi câu chuyện của bà đã "chạm tới trái tim của hàng triệu khán giả". Martina Schloms, Chủ tịch Hiệp hội Grauzone – tổ chức trợ giúp chống bạo lực tình dục, đã bày tỏ lòng biết ơn sâu sắc đối với Isabelle Müller vì bài nói chuyện đầy cảm xúc của cô. Bà nhấn mạnh: "Với tư cách là hiệp hội Grauzone, chúng tôi muốn ngày càng trở nên ồn ào hơn, phá bỏ các chủ đề cấm kỵ và nói về chúng một cách công khai". Else Erhardt, thành viên của hiệp hội phụ nữ Weilheimer Landfrauen, cũng chia sẻ rằng bài đọc của Isabelle Müller "cực kỳ thú vị và rất ấn tượng". Điều này khẳng định khả năng kết nối và truyền cảm hứng của cô đối với nhiều đối tượng khán giả khác nhau. Câu nói đầy sức mạnh của Isabelle Müller: "Lần đầu ngã thì đau lắm, nhưng khi đứng dậy, bạn chỉ mạnh mẽ hơn" đã gây ấn tượng mạnh với Helga Schaufler, Chủ tịch hiệp hội phụ nữ.

### Các tổ chức ở Việt Nam
Sự đón nhận của độc giả và giới văn hóa tại Việt Nam dành cho nhà văn Isabelle Müller và các tác phẩm của bà đã thể hiện sự đồng cảm, trân trọng và ngưỡng mộ đối với hành trình cuộc đời đầy nghị lực của bà. Nguyên Phó Chủ tịch nước Trương Mỹ Hoa đã nhận xét: "Bà Loan là một phụ nữ bình thường nhưng đã làm được những điều phi thường"  Bà Trương Mỹ Hoa cũng chính là cầu nối giúp tác phẩm "Loan - Từ cuộc đời của một con chim phượng hoàng" được xuất bản tại Việt Nam, qua đó mang câu chuyện của Isabelle đến gần hơn với độc giả trong nước.
Trầm Hương, Phó Chủ tịch Hội Nhà văn TP.HCM, đã bày tỏ tình cảm đặc biệt dành cho Isabelle Müller: "Isabelle là một người phụ nữ rất Việt. Khi chị về Việt Nam, chúng tôi đón chị như một người con của Việt Nam thân thiết tự bao đời" . Nhà giáo dục Bùi Trân Phượng, một độc giả của Isabelle Müller, chia sẻ: "Cái hay của quyển sách là sự chân thật của một đời người. Tôi thích tác giả này bởi vì cô có một cái nhìn của sự tường thuật và phân tích. Cách viết của tác giả thuyết phục người ta bởi sự chân thật, đồng thời cũng có những góc nhìn riêng. Phụ nữ nhìn phụ nữ, một cái nhìn kết hợp từ bên trong ra bên ngoài"..
Trong chương trình VTV Ngày trở về 2023, câu chuyện của Isabelle được nhận định là "một con người hạnh phúc và mạnh mẽ", đồng thời khẳng định rằng: "Đó là câu chuyện của rất nhiều bạn trẻ gốc Việt ở khắp nơi trên thế giới, khi tiếng nói nguồn cội được cất lên một cách đầy tự hào trong các tác phẩm của họ, những điều làm nên sự khác biệt cũng như thành công của họ trên con đường nghệ thuật". Talk Vietnam cũng đánh giá cao tác phẩm của Isabelle: "Với hai cuốn sách nói về cuộc đời của mẹ và chính mình, chị đã mang lại cho độc giả sức mạnh, hy vọng, năng lượng tích cực, và dũng khí để vươn tới một cuộc đời tốt đẹp hơn".VTV4 đã nhấn mạnh tình yêu quê hương của Isabelle: "Những nỗ lực của bà Isabelle Müller cũng cho thấy dù sinh ra ở đâu, hình dáng, màu da như thế nào, chỉ cần có trong mình dòng máu Việt, thì trái tim sẽ luôn hướng về Việt Nam và đóng góp cho quê hương". Đặc biệt, VTV4 còn ca ngợi những đóng góp thiết thực của bà trong việc giúp đỡ trẻ em khó khăn ở miền núi phía Bắc: "Hơn 6 năm qua, một người phụ nữ gốc Việt đã vượt qua những con đường lầy lội, trơn trượt, hiểm trở, đến khảo sát hàng trăm địa điểm xa xôi hẻo lánh ở một số tỉnh miền núi phía Bắc để giúp đỡ các em nhỏ khó khăn". Bà Đào Thị Thúy Ngần, đại diện Nhà xuất bản Tổng hợp TP.HCM, cũng nhận xét: "Tự truyện kể về chính cuộc đời của tác giả với những trải nghiệm khó khăn từ lúc nhỏ, với cuộc sống rất nghèo khó, bị lạm dụng tình dục, bị phân biệt đối xử".